# Брэнд, Глен
Глен Дженсон Брэнд (англ. Glen Jenson Brand ; 3 ноября 1923 года, Кларион, Айова, США — 15 ноября 2008 года, Омаха, Небраска, США) — американский борец вольного стиля, чемпион Олимпийских игр  

## Биография
Начал заниматься борьбой в школе, в родном городке Кларион, под руководством двоюродного брата Дэйла Брэнда. Во время учёбы в школе трижды был чемпионом города и занял второе место на чемпионате штата среди старшеклассников. Окончил школу в 1942 году и записался в корпус морской пехоты. Во время второй мировой войны служил на в южной части Тихого океана и на Гуаме. 
В 1946 году поступил в Университет Айовы, где начал тренировки под руководством тренера Хью Отоплика. 
В 1946 году остался третьим на национальном чемпионате по версии NCAA, в 1947 год остался вторым, а в 1948 году завоевал титул чемпиона страны по той же версии. После этого он принял участие в отборочных соревнованиях, и победив в них главного конкурента Джо Скарпелло, поехал на Олимпийские игры.  
На Летних Олимпийских играх 1948 года в Лондоне боролся по вольной борьбе в категории до 79 килограммов (средний вес). Выбывание из турнира проходило по мере накопления штрафных баллов. Схватку судили трое судей, за чистую победу штрафные баллы не начислялись, за победу решением судей при любом соотношении голосов начислялся 1 штрафной балл, за проигрыш решением 2-1 начислялись 2 штрафных балла, проигрыш решением 3-0 и чистый проигрыш карался 3 штрафными баллами.
Титул оспаривали 16 человек. Глен Брэнд победил всех соперников и стал олимпийским чемпионом. 
| Круг  | Соперник        | Страна    | Результат | Основание                | Время схватки |
| ----- | --------------- | --------- | --------- | ------------------------ | ------------- |
| 1     | Аббас Харири    | Иран      | Победа    | 2-1 (1 штрафной балл)    | -             |
| 2     | -               | -         | -         | -                        | -             |
| 3     | Брюс Артур      | Австралия | Победа    | Туше (0 штрафных баллов) | 4:21          |
| 4     | Адиль Джандемир | Турция    | Победа    | Туше (0 штрафных баллов) | 13:24         |
| Финал | Эрик Линден     | Швеция    | Победа    | 3-0 (1 штрафной балл)    | -             |

Член Национального зала славы борьбы США (1978) и Зала славы спорта Айовы (1957), а Зал славы борьбы Айовы носит имя борца.  
Брат Дэна Брэнда, борца, бронзового призёра Олимпийских игр 1964 года в Токио.
Умер в 2008 году.